# Sân vận động GelreDome
Sân vận động GelreDome (phát âm tiếng Hà Lan: [ˈɣɛlrəˌdoːm]) là một sân vận động bóng đá ở thành phố Arnhem, Hà Lan. Được xây dựng từ năm 1996 đến năm 1998 với chi phí tương đương € 75 triệu, khai trương vào ngày 25 tháng 3 năm 1998. Sân vận động này là sân nhà của câu lạc bộ bóng đá Vitesse Arnhem kể từ năm 1998. Đây là một trong những sân vận động được sử dụng trong giải đấu Euro 2000 được tổ chức tại Hà Lan và Bỉ.
Cả nghệ sĩ quốc tế và Hà Lan đều đã tổ chức buổi hòa nhạc tại sân vận động, bao gồm Lady Gaga, Pearl Jam, Bruce Springsteen, Tina Turner, Celine Dion, Madonna, Prince, Spice Girls, Justin Bieber, Paul McCartney, Shakira, Iron Maiden, AC/DC, André Rieu, The Rolling Stones, Justin Timberlake và Rihanna.
Sân vận động có mái che có thể thu vào cũng như sân có thể chuyển đổi, có thể thu vào khi không sử dụng trong các buổi hòa nhạc hoặc các sự kiện khác được tổ chức tại sân vận động và hệ thống kiểm soát khí hậu. Nó có sức chứa 34.000 người cho các sự kiện thể thao hoặc 41.000 người trong các buổi hòa nhạc. Sân GelreDome được bao quanh mỗi bên bởi bốn khán đài có mái che toàn bộ chỗ ngồi, được gọi chính thức là khán đài Edward Sturing (Bắc), khán đài Charly Bosveld (Đông), khán đài Theo Bos (Nam) và khán đài Just Göbel (Tây).
GelreDome hiện được UEFA xếp hạng bốn sao.